# آندره دواژ
آندره دواژ (فرانسوی: André Desvages‎؛ زادهٔ ۱۲ مارس ۱۹۴۴) دوچرخه‌سوار اهل فرانسه است.